# Џоунс (Оклахома)
Џоунс (енгл. Jones) град је у америчкој савезној држави Оклахома.

## Демографија
По попису из 2010. године број становника је 2.692, што је 175 (7,0%) становника више него 2000. године.
| Група             | 2000.         | 2010.         |
| Белци             | 2.165 (86,0%) | 2.237 (83,1%) |
| Афроамериканци    | 111 (4,4%)    | 130 (4,8%)    |
| Азијати           | 4 (0,2%)      | 6 (0,2%)      |
| Хиспаноамериканци | 74 (2,9%)     | 127 (4,7%)    |
| Укупно            | 2.517         | 2.692         |